# یواس‌اس آر-۲۰ (اس‌اس-۹۷)
یواس‌اس آر-۲۰ (اس‌اس-۹۷) (به انگلیسی: USS R-20 (SS-97)) یک زیردریایی بود که طول آن ۱۸۶ فوت ۲ اینچ (۵۶٫۷۴ متر) بود. این زیردریایی در سال ۱۹۱۸ ساخته شد.